# Ribeira Grande de Santiago (rivière)
La ribeira Grande de Santiago est un cours d'eau qui arrose l'île de Santiago au Cap-Vert.

## Description
La Ribeira Grande de Santiago est une rivière qui s'écoule dans la partie sud de l'île de Santiago. 
Dans son cours supérieur, elle s'appelle Ribeira Cadacina. 
La rivière prend sa source dans la chaîne de montagnes centrale de l'île, près du Monte Tchota, à l'ouest de Rui Vaz, dans la municipalité de São Domingos. 
Elle s'écoule vers le sud et rejoint l'océan Atlantique à Cidade Velha. 
Les villages le long de son parcours sont Achada Loura, Salineiro et Calabaceira. 
Le barrage de Salineiro est un réservoir pour l'irrigation qui a été construit en 2013.